# Sistema auditiu
|  | Per a la percepció del so vegeu el sentit de l'oïda. |

El sistema auditiu és el sistema que permet l'audició. La funció del sistema és captar i transformar ones sonores en impulsos nerviosos. Posteriorment, aquest senyal és transportat a través del sistema nerviós perifèric fins a ser processat en l'encèfal que decideix quina resposta efectuar, de vegades de forma conscient i d'altres de forma inconscient o instintiva. És present en molts animals inclosos els humans.

Anatomia de l'orella humana:
1: Orella externa: 2: Pavelló auricular, 3: Conducte auditiu extern, 4: Timpà.
5: Orella mitjana: 4: Timpà, 6: Ossicles: 7: Martell, 8: Enclusa, 9: Estrep. 10: Caixa timpànica.
13: Orella interna:
14: Laberint: 15: Conducte semicircular, 16: Vestíbul: 17: Finestra oval, 18: Finestra rodona. 19: Còclea.
20: Nervi vestibular, 21: Nervi coclear, 22: Conducte auditiu intern.
Altres: 11: Os temporal, 12: Trompa d'Eustaqui, 23: Nervi auditiu.

## Nomenclatura oïda/orella
Degut a una interferència de l'espanyol sobre el català hi ha catalanoparlants que confonen els significats dels mots oïda i orella, fent-los equivalents als espanyols oído i oreja. En català oïda es refereix només al sentit i orella a tot l'aparell auditiu, des de l'orella externa a la interna, passant per la mitjana.

## Descripció del sistema
L'orella externa canalitza les vibracions del so cap al timpà, augmentant la pressió sonora en la gamma de freqüències mitjanes. L'orella mitjana amplifica la pressió de les vibracions unes 20 vegades. La base de l'estrep acobla les vibracions en la còclea a través de la finestra oval, que fa vibrar el líquid perilimfa (present en tot l'orella interna) i fa que la finestra rodona es bombi cap a fora mentre la finestra oval es bomba cap a dins.
El conducte vestibular i el conducte timpànic estan plens de perilimfa, i el conducte coclear més petit entre tots dos està ple d'endolimfa, un fluid amb una concentració d'ions i un voltatge molt diferents. Les vibracions perilimfàtiques del conducte vestibular dobleguen les cèl·lules externes de l'òrgan de Corti (4 línies) provocant l'alliberament de prestina en les puntes de les cèl·lules. Això fa que les cèl·lules s'allarguin i encongeixin químicament (motor somàtic), i que els feixos ciliats es desplacin, la qual cosa, al seu torn, afecta elèctricament al moviment de la membrana basilar (motor del feix ciliat). Aquests motors (cèl·lules ciliades externes) amplifiquen les amplituds de les ones viatgeres més de 40 vegades. Les cèl·lules ciliades externes (OHC) estan mínimament innervades pel gangli espiral en feixos comunicatius recíprocs lents (no mielinitzats) (30+ pèls per fibra nerviosa); això contrasta amb les cèl·lules ciliades internes (IHC) que només tenen innervació aferent (30+ fibres nervioses per un pèl) però estan fortament connectades. Hi ha de tres a quatre vegades més OHC que IHC. La membrana basilar (BM) és una barrera entre les escates, al llarg de la vora de les quals se situen les IHC i les OHC. L'amplària i la rigidesa de la membrana basilar varien per a controlar les freqüències millor percebudes per les CCI. En la base coclear, la BM és més estreta i rígida (freqüències altes), mentre que en l'àpex coclear és més ampla i menys rígida (freqüències baixes). La membrana tectorial (TM) ajuda a facilitar l'amplificació coclear estimulant la OHC (directament) i la IHC (a través de les vibracions de l'endolinfa). L'amplària i la rigidesa de la TM són paral·leles a les de la BM i, de la mateixa manera, contribueixen a la diferenciació de freqüències.
El complex olivar superior (SOC), en el pont de Varoli, és la primera convergència dels polsos coclears esquerre i dret. El SOC té 14 nuclis descrits; aquí s'utilitzen les seves abreviatures (vegeu Complex olivar superior per als seus noms complets). MSO determina l'angle de procedència del so mesurant les diferències de temps en la informació esquerra i dreta. LSO normalitza els nivells de so entre les oïdes; utilitza les intensitats del so per a ajudar a determinar l'angle del so. LSO innerva el IHC. Els VNTB innerven la OHC. Els MNTB inhibeixen el LSO a través de la glicina. Els LNTB són immunes a la glicina i s'utilitzen per a la senyalització ràpida. Els DPO són d'alta freqüència i tonotòpics. Els DLPO són de baixa freqüència i tonotòpics. Els VLPO tenen la mateixa funció que els DPO, però actuen en una zona diferent. PVO, CPO, RPO, VMPO, ALPO i SPON (inhibits per la glicina) són diversos nuclis de senyalització i inhibició.
El cos trapezoidal és on la majoria de les fibres del nucli coclear (CN) es decusen (creuen d'esquerra a dreta i viceversa); aquest encreuament ajuda a la localització del so. El CN es divideix en regions ventrals (VCN) i dorsals (DCN). El VCN té tres nuclis. Les cèl·lules espesses transmeten informació de sincronització, la seva forma fa una mitjana dels tremolors de sincronització. Les cèl·lules estrellades (chopper) codifiquen els espectres sonors (pics i valls) mitjançant freqüències de tret neuronals espacials basades en la intensitat de l'entrada auditiva (en lloc de la freqüència). Les cèl·lules pulposes tenen gairebé la millor precisió temporal en disparar, descodifiquen el codi temporal auditiu. El DCN té 2 nuclis. El DCN també rep informació del VCN. Les cèl·lules fusiformes integren la informació per a determinar les claus espectrals de localització (per exemple, si un so procedeix de davant o de darrere). Cadascuna de les fibres nervioses coclears (més de 30.000) tenen una freqüència més sensible i responen en una àmplia gamma de nivells.
Simplificant, els senyals de les fibres nervioses són transportades per les cèl·lules arbusculars a les àrees binaurals del complex olivar, mentre que els pics i valls dels senyals són anotats per les cèl·lules estrellades, i la temporització dels senyals és extreta per les cèl·lules pulposes. El lemnisc lateral té tres nuclis: els nuclis dorsals responen millor a l'entrada bilateral i tenen respostes de sintonia complexa; els nuclis intermedis tenen respostes de sintonia àmplia; i els nuclis ventrals tenen corbes de sintonia àmplies i moderadament complexes. Els nuclis ventrals del lemnisc lateral ajuden al col·licle inferior (CI) a descodificar sons d'amplitud modulada donant respostes fásicas i tòniques (notes curtes i llargues, respectivament). El CI rep entrades no mostrades, incloent-hi àrees visuals (àrea pretectal: mou els ulls davant el so amb el col·licle superior: orientació i comportament cap als objectes, així com moviments oculars (treta)), pont de Varoli (peduncle cerebel·lós superior: connexió tàlem a cerebel/escoltar so i aprendre resposta conductual), medul·la espinal (grisa periacueductal: escoltar so i moure's instintivament) i tàlem. L'anterior és el que implica el CI en la "resposta de sobresalt" i els reflexos oculars. Més enllà de la integració multisensorial, el CI respon a freqüències específiques de modulació de l'amplitud, la qual cosa permet detectar el to. El CI també determina les diferències temporals en l'audició binaural. El nucli geniculat medial es divideix en ventral (cèl·lules de retransmissió i cèl·lules inhibidores de retransmissió: freqüència, intensitat i informació binaural retransmesa topogràficament), dorsal (nuclis sintonitzats amplis i complexos: connexió amb la informació somatosensorial) i medial (nuclis sintonitzats amplis, complexos i estrets: retransmissió de la intensitat i durada del so). El còrtex auditiu (CA) permet percebre el so. El CA identifica els sons (reconeixement del nom del so) i també identifica el lloc d'origen del so. El CA és un mapa topogràfic de freqüències amb feixos que reaccionen a diferents harmonies, temps i tons. L'AC del costat dret és més sensible a la tonalitat, l'AC del costat esquerre és més sensible a les petites diferències seqüencials del so. Les escorces prefrontals rostromedial i ventrolateral estan implicades en l'activació durant l'espai tonal i l'emmagatzematge de records a curt termini, respectivament. La circumvolució de Heschl/gir temporal transversal inclou l'àrea i la funcionalitat de Wernicke, està molt implicada en els processos emoció-so, emoció-expressió facial i so-memòria. L'escorça entorrinal és la part del "sistema hipocamp" que ajuda i emmagatzema els records visuals i auditius. El gir supramarginal (SMG) ajuda en la comprensió del llenguatge i és responsable de les respostes compassives. El SMG vincula els sons a les paraules amb la circumvolució angular i ajuda en l'elecció de paraules. El SMG integra informació tàctil, visual i auditiva.

## Parts del sistema auditiu
Orella externaLes ones sonores arriben al pavelló auricular, que les dirigeix cap al conducte auditiu extern, on resulten amplificades a certes freqüències. Finalment, el so arriba a la membrana timpànica, a partir de la qual les vibracions es transmeten per un medi sòlid. En formen part el pavelló auricular i el canal auditiu amb les funcions de recollir i encaminar les ones sonores fins al timpà. La cera que es forma en el canal auditiu té la funció de mantenir-lo net i humit. En moltes espècies de mamífers terrestres el pavelló auricular està molt desenvolupat i està dotat de moviment.
Orella mitjana o caixa timpànicaInclou la trompa d'Eustaqui, un conducte que la comunica directament amb la faringe, igualant la pressió entre les dues bandes del timpà. D'altra banda també hi trobem la cadena ossicular conformada pel martell, l'enclusa i l'estrep, que és el camí de les vibracions mecàniques envers la finestra oval, una altra membrana, la qual provoca una vibració en el líquid que omple el cargol. És una cavitat amb aire darrere la membrana del timpà a través de la qual l'energia de les ones és transmesa des de l'orella externa fins a la còclea que ja forma part de l'orella interna aquesta transmissió d'energia és efectuada a través de tres petits ossos que vibren solidaris amb el timpà. També en l'orella mitjana hi ha el canal d'Eustaqui, que és en part ossi i en part fibrocartilaginós, que el manté en contacte amb la rinofaringe i manté una pressió constant en l'oïda mitjana. La membrana del timpà és autoregenerativa i està formada per tres capes, en la part central hi ha l'àrea vibrant activa en resposta a un estímul sonor.
Orella internaHi ha la còclea o caragol; un tub ossi enrotllat de la mida d'un pèsol, que principalment permet diferenciar i interpretar sons. El cargol conté la membrana basilar, on resideix l'òrgan de Corti, format per un conjunt de cèl·lules ciliades (entre 24.000 i 30.000) que vibren a determinades freqüències. La ubicació dels cilis al llarg de la membrana basilar guarda relació amb la longitud d'ona a la qual són sensibles. En ella els estímuls mecànics es transformen, gràcies al procés de transducció sensorial, en impulsos elèctrics que es dirigeixen pel nervi auditiu cap al cervell es descodifiquen i s'interpreten. Finalment, la informació nerviosa arriba al cervell, cada orella per separat, on s'integra. L'orella és l'òrgan que permet el sentit de l'oïda. També en l'orella interna es troba el laberint vestibular i els conductes semicirculars que són els òrgans del sentit de l'equilibri.

## Llindar d'audició
Els llindars d'audició considerats estàndard, per a una freqüència de 1000 Hz, corresponen a intensitats a partir de 0 dB (20 microPa) el d'audició i a 140 dB (200Pa) el de dolor. El llindar de molèstia se situa cap als 120 dB.
El rang de freqüències audibles es considera de 20 Hz a 20000 Hz, i al llarg de tot aquest espectre varia la sensació d'intensitat (la sonoritat); sensació que es mostra amb les corbes isofòniques. La unitat de sonoritat és el fon. El llindar s'explora, clínicament, amb l'audiometria.

## Sistema de protecció
Els humans disposen d'un múscul que tensa o relaxa el timpà automàticament en funció de la intensitat dels nivells suportats, i a més canvia la disposició dels ossets de l'orella mitjana. L'únic inconvenient d'aquest sistema és el seu temps d'adaptació, durant el qual l'orella pot patir danys seriosos.

## Embriologia del sistema auditiu
1. Orella interna: En embrions de 22 dies es poden apreciar les placodes auditives, engrossiments d'ectoderma superficial. Aquests s'invaginen formant les fossetes auditives, que es tancaran i acabaran formant les vesícules auditives. Les vesícules auditives es divideixen en:
  1. Component ventral: Origina el sàcul i el conducte coclear. Durant la vuitena setmana embriològica, el conducte coclear té dues voltes i mitja i es comunica amb el sàcul mitjançant el conducte de Hensen. A partir de la desena setmana es comencen a formar les rampes vestibular i timpànica, quedant deparades del conducte coclear per les membranes vestibular i basilar respectivament. En aquesta etapa s'aprecia el lligament espiral, funció del qual és unir el conducte coclear amb el cartílag que l'envolta i la columel·la, eix del futur caragol ossi.
  2. Component dorsal: Dona origen a l'utricle, els conductes semicirculars i el conducte endolimfàtic. En conjunt reben el nom de laberint membranós. De l'utricle s'originaran els conductes semicirculars (6ª setmana). Mentre que un extrem de cadascun d'aquests es dilata i forma una ampolla, l'altre extrem, denominat la branca comú no ampollar. De les cèl·lules ampollars es formen les crestes ampollars (relacionades amb el manteniment de l'equilibri). En les parets de l'utricle i del sàcul apareixen les taques o màcules acústiques, i els seus impulsos són transportats per les fibres vestibulars VII parell cranial. De les vesícules òtiques, sobre la quarta setmana i mitja, es desprenen unes cèl·lules que formaran el gangli estatoacústic, també constituït de cèl·lules de la cresta neural.
2. Orella mitjana: La caixa timpànica s'origina a partir de l'endoderma (1ª bossa faríngia). La porció distal de la bossa (recés tubotimpànic) forma la cavitat timpànica primitiva i la porció proximal la trompa d'Eustaqui. Durant la primera meitat de la vida intrauterina, ja es poden observar els ossets, que estaran envoltats de mesènquima fins al vuitè mes embrionari. El martell i l'enclusa deriven del cartílag del primer arc branquial. L'estrep, en canvi, prové del segon arc branquial. Quan els ossicles s'alliberen del mesènquima circumdant, l'epiteli endodèrmic de la cavitat timpànica els fixa a la paret de la cavitat mitjançant una lligaments de sosteniment. Al final de la vida fetal, es comença a formar l'antre timpànic. Després del naixement, aquest serà envaït per epiteli de la caixa del timpà i, posteriorment, es formaran sacs aeris neumatitzats a l'interior de l'apòfisi mastoide.
3. Orella externa: El conducte auditiu extern es desenvolupa a partir de la porció dorsal de la primera esquerda faríngia i, a partir del tercer mes, es pot apreciar el tap meatal, derivat de les cèl·lules epitelials ectodèrmiques. El pavelló auricular es desenvolupa a partir de sis proliferacions mesenquimàtoses (tres a cada costat del conducte auditiu extern) situades als extrems dorsals del primer i del segon arcs branquials, envoltant la primera esquerda faríngia. La membrana timpànica o timpà, es desenvolupa a partir de tres porcions diferents: 
  1. Una part prové del tap meatal, cap al setè mes.
  2. Una capa intermèdia de teixit connectiu.
  3. Una capa epitelial més interna procedent de la endoderma.